# 纵带斜鲽
纵带斜鲽（学名：Plagiopsetta fasciatus）为冠鲽科斜鲽属的鱼类。在中国，分布于广东、香港附近水深约183米海区等。该物种的模式产地在香港附近。